# Nicolás Gianni
Nicolás Andrés Gianni (Villa Lugano, Buenos Aires, Argentina, 27 de septiembre de 1982) es un exfutbolista profesional y actual entrenador argentino que jugaba como mediocampista ofensivo. Su último club fue Gimnasia y Tiro de Salta.

## Trayectoria
Debutó en el Apertura del 2000 con Argentinos Juniors aquí compartió el mediocampo con jugadores como Federico Insúa, el uruguayo Álvaro Pereira, el paraguayo Néstor Ortigoza y el peruano Juan Carlos Mariño. Aquí llegó a jugar con el número 10 entre el 2007 y 2008.
A mediados del 2008 se va a préstamo a la Universidad Católica compartiendo el mediocampo esta vez con Gary Medel y Felipe Gutiérrez 
Jugó todo el 2010 por el Manta FC en Ecuador.  Estudiantes de Mérida 
En 2013 jugó en la Primera División Chipre por el AEK Kouklia. A finales del 2014 llega al Deportivo Coopsol de Chancay quedando subcampeón de la Segunda División Peruana quedando a poco para ascender.

## Clubes

### Como jugador
| Club                   | País      | Año       |
| ---------------------- | --------- | --------- |
| Argentinos Juniors     | Argentina | 2000-2004 |
| Defensores de Belgrano | Argentina | 2004-2005 |
| Argentinos Juniors     | Argentina | 2005-2008 |
| Universidad Católica   | Chile     | 2008      |
| Argentinos Juniors     | Argentina | 2009      |
| Manta                  | Ecuador   | 2010      |
| Chacarita Juniors      | Argentina | 2011      |
| Estudiantes de Mérida  | Venezuela | 2011-2012 |
| Crucero del Norte      | Argentina | 2012      |
| AEK Kouklia FC         | Chipre    | 2013      |
| Fénix                  | Argentina | 2014      |
| Sportivo Italiano      | Argentina | 2014      |
| Deportivo Coopsol      | Perú      | 2014      |
| Gimnasia y Tiro        | Argentina | 2015-2016 |

### Como asistente técnico
| Club                 | País      | Año       | Asistente de   |
| -------------------- | --------- | --------- | -------------- |
| San Martín (Tucumán) | Argentina | 2021-2022 | Pablo de Muner |
| O'Higgins            | Chile     | 2023      | Pablo de Muner |
| Guaraní              | Paraguay  | 2023      | Pablo de Muner |
| FBC Melgar           | Perú      | 2024      | Pablo de Muner |